# Astro Zombies
Astro Zombies ist eine Psychobilly-Band aus Dijon in Frankreich.

## Geschichte
In den späten 1990er Jahren, während ihrer Anfänge im französischen Burgund, machte sich die Band Astro Zombies sehr schnell einen Namen in der nationalen Psychobilly-Szene. Davon zeugten auch erste Touren mit Szenegrößen wie The Meteors oder Misfits. Ihr Debütalbum The Astro Zombies are Coming aus dem Jahre 1997 wurde in dem in der Pyschobilly-Szene legendären Tonstudio In Heaven aufgenommen. Dieses gehört dem The-Meteors-Mitbegründer Paul P. Fenech und kam einem Ritterschlag der Szene gleich. Nach einem Gastspiel der Bandmitglieder Bobby und Gaybeul bei einem Nebenprojekt von Fenech folgte 2000 das zweite Album Control Your Minds. 2003 folgt mit Mutilate, Torture And Kill das dritte Studioalbum. Nach diesem Album verließ Bastien die Band und wurde durch Thomas „Fantomas“ Frenchy ersetzt, der vorher mit den Kings of Nuthin' und Frantic Flintstones gespielt hatte. Nach dem Live-Album 2007 verließ Gaybeul die Band und wurde durch Mad Man Markus ersetzt. Mit ihm wurde auch das 2009 erschienene vierte Studioalbum Convinde or Confuse eingespielt. Danach wechselte nochmals die Besetzung der Astro Zombies, so reichte Frenchy den Bass an Mark Carew weiter. 2011 erschien das fünfte Album From Strength to Strength beim Label I Sold My Soul Media.

Bandmitglieder beim Free & Easy Festival 2014
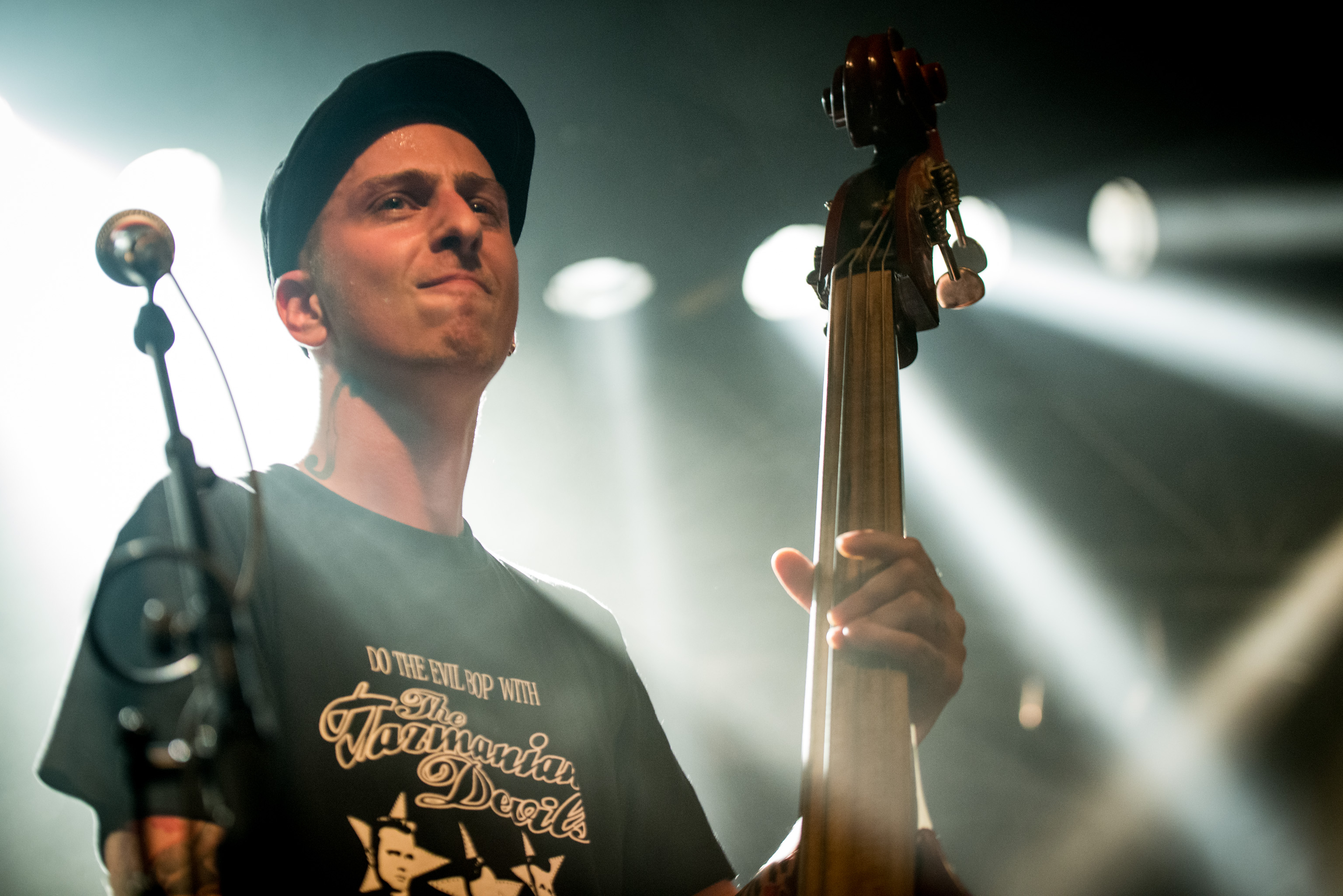
Mark Carew
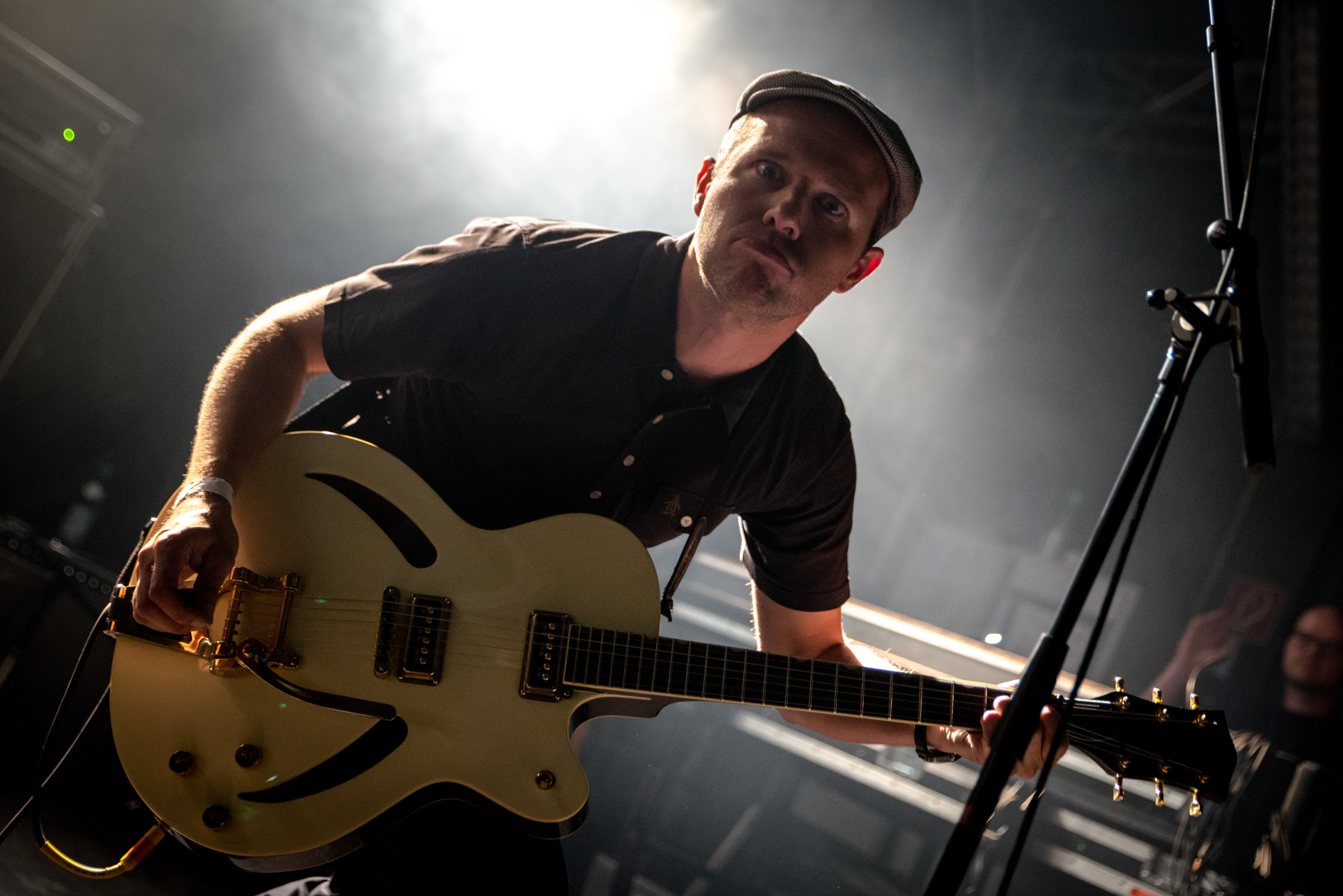
Bob „Bobby“ Zombie
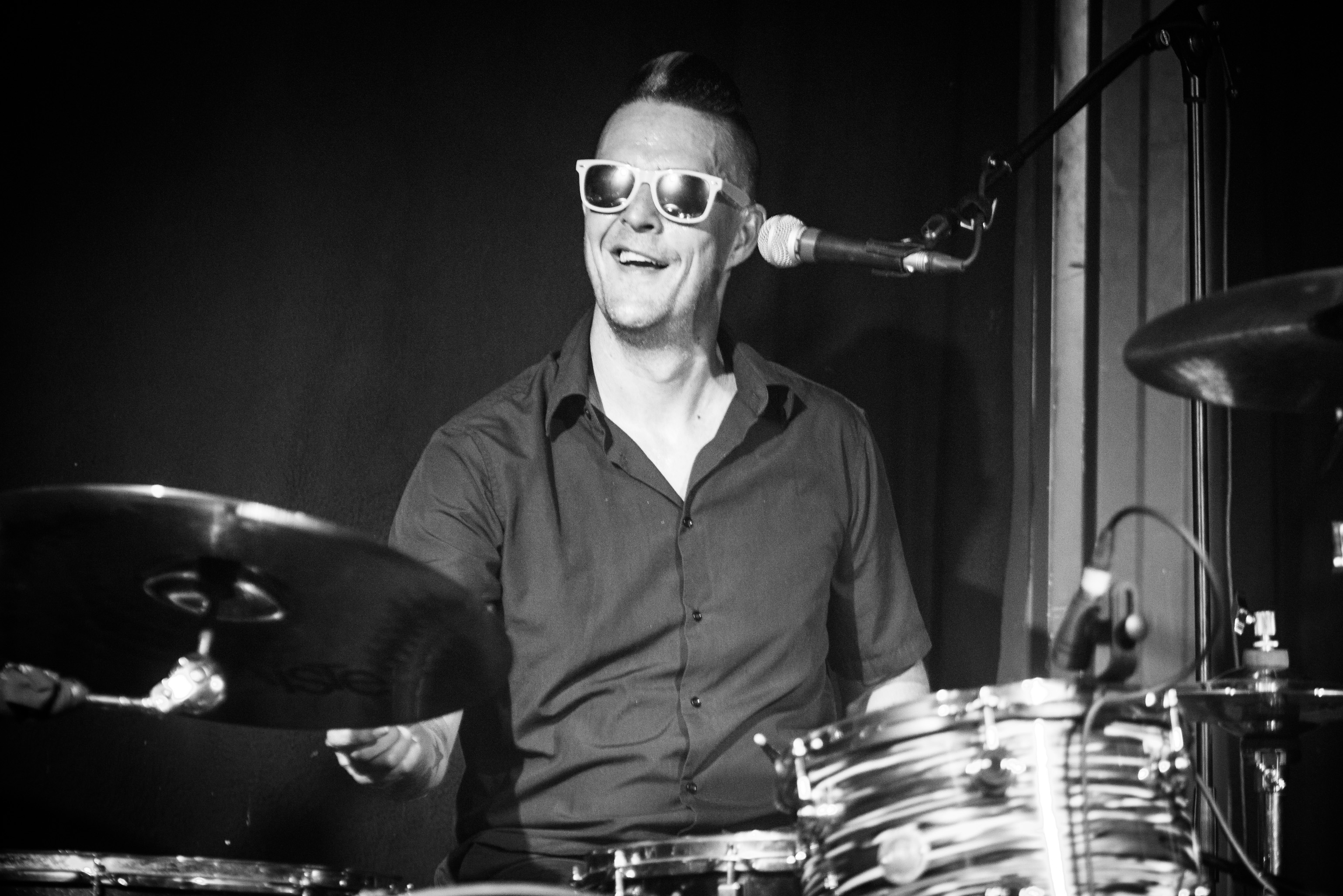
Mad Man Markus

## Diskografie
Alben
- 1997: The Astro Zombies Are Coming (CD-LP; Banana Juice)
- 2000: Control Your Minds (CD-LP; Crazy Love Records)
- 2003: Mutilate, Torture And Kill (CD; Drunkabilly Records)
- 2006: Burgundy Livers (Live-CD; Raucous Rcds)
- 2009: Convince or Confuse (Drunkabilly Records)
- 2011: From Strength to Strength (I Sold My Soul Media)

Singles
- 1997: Astro Zombies (Sfax Records)